# Misérable Miracle
Misérable Miracle est un livre d'Henri Michaux, paru en 1956, qui traite de son expérience de la mescaline.